# 炭酸マンガン(II)
炭酸マンガン(II)（たんさんマンガン、英: Manganese carbonate）は、マンガンの炭酸塩で、化学式MnCO3で表される無機化合物。天然には菱マンガン鉱に存在し、2005年には約20,000トンが産出された。

## 製造と用途
マンガン塩の水溶液とアルカリ金属の炭酸塩の水溶液とを混合することにより、炭酸マンガン(II)のピンク色の沈殿が得られる。炭酸塩は通常水に溶けないが、酸による加水分解で水溶性を持たせる。
200℃で、酸化マンガン(II)と二酸化炭素とに分解する。この方法は、乾電池やフェライトの原料となる二酸化マンガンの製造に採用されている。
{\displaystyle {\ce {MnCO3 -> MnO\ + CO2}}}
農作物のマンガン欠乏障害予防のため、肥料に添加されるほか、釉薬や陶器着色剤 (ceramic colorants) 、着色コンクリート (Decorative concrete) などに利用される。医療分野では、造血剤に用いられる。

## 毒性
マンガンは好気生成物にとっての必須元素であり、強い毒性は持たないが、粉塵の長期曝露によりマンガン中毒 (Mamanganism) を引き起こすことがある。